# Back Soon
Back Soon (tj. Brzy zpátky) je americký hraný film z roku 2007, který režíroval Rob Williams podle vlastního scénáře. Film popisuje vztah dvou mužů. Snímek měl světovou premiéru na Newfest New York LGBT Film Festivalu 3. června 2007.

## Děj
Loganovi zemřela žena Adrianne a v nemocnici při cestě na onen svět potkala Gila. Gil leží rovněž v nemocnici, avšak on se uzdraví. Logan prodává dům, aby se zbavil vzpomínek na manželku a Gil se dostaví na inzerát. Oba dva, ač heterosexuální, se začnou vzájemně přitahovat. Logan zjišťuje, že Gil má obdobné charakterové vlastnosti, jako měla jeho Adrianne. Oběma posléze dojde, že Adrianne poslala Gila, aby dohlédl na Logana.

## Obsazení
| Windham Beacham    | Logan Foster    |
| Matthew Montgomery | Gil Ramirez     |
| Maggie McCollester | Adrianne Foster |
| Artie O'Daly       | Spencer Donahue |
| Jake Christian     | Jamie Pulaski   |
| Kelly Keaton       | Grace           |
| Bethany Dotson     | Mona            |
| Danny Aguirre      | Oscar           |
| Joel Bryant        | doktor Kelso    |